# 모잉모잉
모잉모잉(요루바어: mọinmọin)은 서아프리카의 동부 요리이다. 지역에 따라 올렐레(요루바어: ọlẹlẹ), 일렐레(이갈라어: ilẹlẹ), 알렐레(하우사어: alele) 등으로도 불린다. 브라질에서는 아바라(포르투갈어: abará)라 부른다.

## 만들기
서아프리카에서는 물에 불려 뒀다가 껍질을 벗긴 동부를 고추와 양파, 조미료 등과 함께 곱게 간 다음, 묽은 듯한 반죽에 기름과 생선이나 콘드비프 등을 넣어 섞는다. Thaumatococcus daniellii 잎이나 바나나잎을 끝이 좁아지는 원뿔 모양으로 말아 끝을 접은 뒤, 반죽을 떠 넣고, 윗부분을 접어 찜통에 찐다. 삶은 달걀을 함께 넣기도 한다. 잘 쪄진 모잉모잉은 하우사 코코와 함께 먹는 경우가 많고, 에바 등 스왈로를 곁들이기도 한다.
브라질에서는 동부에 물을 적게 넣어 갈아 더 걸쭉한 반죽을 만든다. 양파, 고추, 생강, 건새우, 고수 잎, 파슬리 등을 함께 갈거나 따로 갈아서 동부 반죽과 섞는다. 덴데기름(붉은 팜유)을 넣어 색깔을 내고, 건새우를 넣어 섞는다. 바나나잎을 펴고, 반죽을 떠 올린 다음, 한 쪽 끝이 뾰족하게 접어 끝을 접은 뒤, 반대쪽도 접어 찜통에 쪄 낸다. 잘 쪄진 아바라는 바타파, 비나그레치 등을 곁들여 먹는다.

## 사진

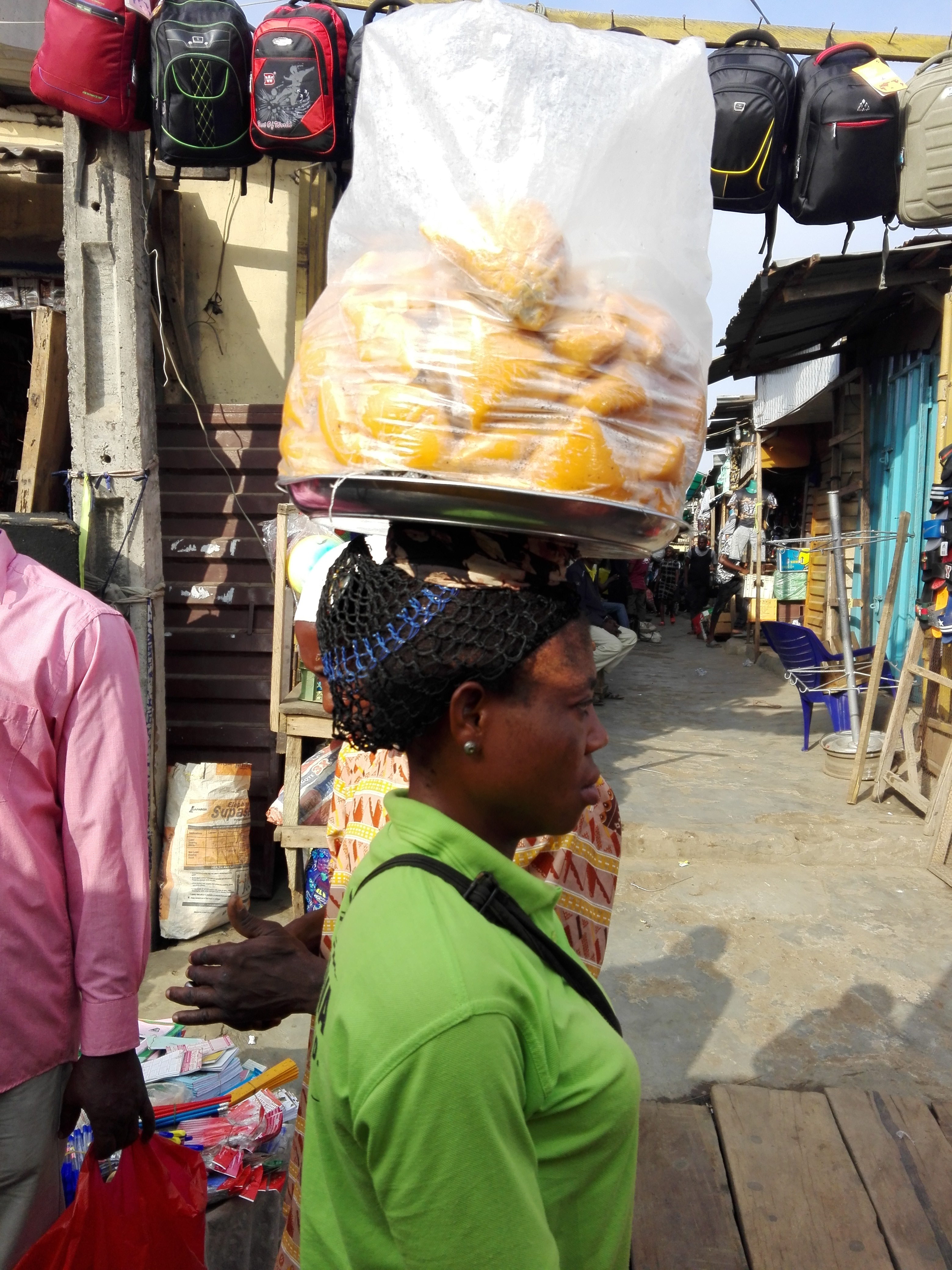
나이지리아의 모잉모잉 상인
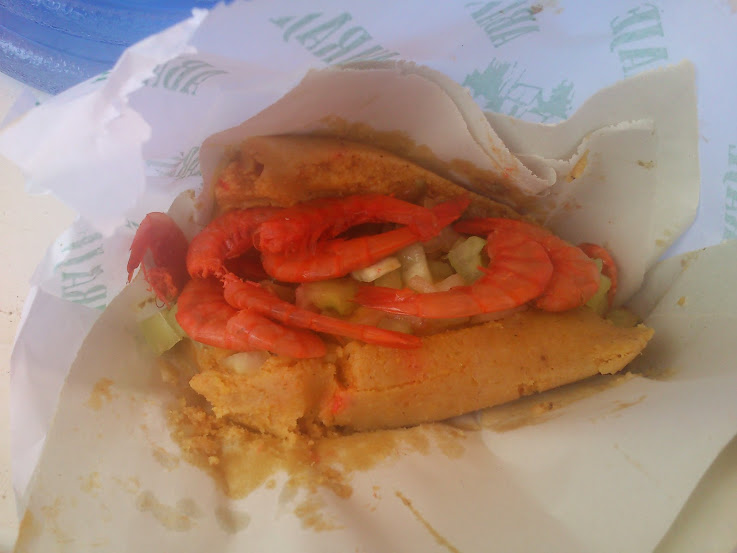
브라질의 아바라

## 같이 보기
- 아카라